# Graz Giants

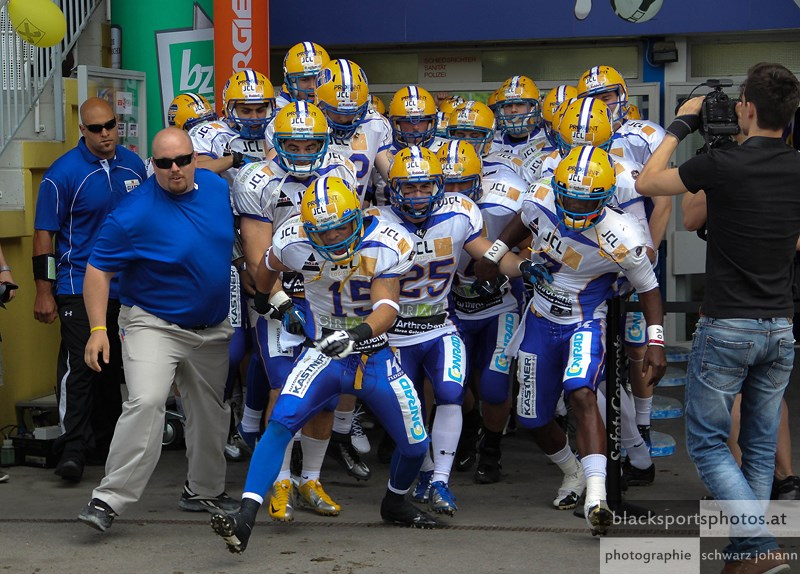
Temporada 2013

Graz Giants (español: Gigantes de Graz) es un equipo de fútbol americano de Graz (Austria).

## Historia
Animado por una emisión juvenil en marzo de 1981, en la que se presentó un equipo de fútbol austriaco llamado "Vienna Ramblocks", Stefan Herdey decidió comenzar un equipo. Dos meses y un informe en un periódico local más tarde, alrededor de una docena prospectivo se reunieron, que fundó el "primer equipo de fútbol Grazer", que más tarde surgieron los "gigantes" Graz. Por lo tanto, los Graz Giants son el club de fútbol más antiguo de Austria.

#### Éxitos
Los Graz Giants son diez veces campeones de Austria. 
En la temporada de 2002, los Gigantes ganaron la Copa EFAF, que convirtió al club en el primer ganador de la Copa de Europa en la historia del fútbol austriaco. Este éxito se repitió en 2006 con un 37:20 contra Eidsvoll 1814 de Noruega. En 2007, obtuvo en contra de los Hamburg Blue Devils con una victoria 28:26 ganando su tercer título europeo. En el mismo año, los Gigantes fueron subcampeón de Austria, ya que fueron derrotados en el Bowl austríaco XXIII contra Vienna Vikings 42:14.
En 2008, el título del campeonato austriaco fue sorprendentemente asegurado en el Bowl austríaco XXIV, cuando los Graz Giants ganaron contra los favoritos Swarco Raiders Tirol con 31:21.
En 2009, los Gigants jugaron como favoritos del campeonato en la temporada. En los playoffs, primero derrotaron a Danube Dragons en las semifinales con 35:28, antes de haber perdido inesperadamente en el Bowl austriaco XXV contra Vienna Vikings 19:22. 
En los años 2010 a 2013, los Giants terminaron después de la ronda básica en cada caso el tercer lugar de la AFL. En las semifinales perdieron en 2010 después de las prórrogas contra los Swarco Raiders Tirol, 2011 contra Raiffeisen Vikings Vienna y nuevamente en 2012 y 2013 contra Swaro Raiders Tirol y se perdieron la entrada al Austria Bowl cada uno.

## Palmarés
AFL 10: 1986-1987-1988-1990-1991-1992-1995-1997-1998-2008
Copa de la EFAFF-2002-2006-2007
- Datos: Q1544080
- Multimedia: Graz Giants / Q1544080